# درخت زندگی (آیین مانوی)
درخت زندگی - در متون اسلامی شجرة الحیات درختی اسطوره ای مربوط به آیین مانی است که درختی توصیف شده که تمامی مظاهر و نمادهای طبیعت را مانند شاخ و برگ و میوه‌ها در خود دارد. در متون مانوی این درخت اسطوره‌ای با سه شاخه توصیف شده که نمادیست از سه دوره کیهانی در اساطیر مانوی. نمادی از این درخت در یک مانستان (نیایشگاه) مانوی در سانگیم چین به دست آمده که آن را درختی پرشاخ و برگ و سبز نشان داده‌است. این درخت نماد طبیعت سرزمین نور است.

## شعر
در زبور مانوی دربارهٔ درخت زندگی شعری آمده‌است:
شهریار روشنی را بشناختم
که درخت زندگی است
ظلمت را دریافتم
که درخت مرگ است
هرکه خرد بمن آموخت
تاج گل بر سرم نهاد
وگر کسی مرا بسوی مقدسان رهنمون گشت
به روشنان نیز رهنمون خواهم شد
و نیز در سروده‌ای دیگر از خود مانی که ترجمه قبطی آن در دست است دربارهٔ درخت زندگی چنین سروده‌است:
خورشید روشن و ماه نو برازندگی از تنه تناور درخت زندگی دارند
مرغان سحرخیز بر شاخسارش به شادی نغمه سرایی کنند،
کبوتر و طاوس سخن‌ها سرایند.
دختران زیبا، آواز برآورند، و
همگی درخت ماندگار را می ستایند و سپاس می‌گویند